# Punta Abarca
Punta Abarca limita en la parte norte de la entrada a caleta Colón y al sur de la Isla Freycinet, en la Región de Magallanes y Antártica Chilena, Chile.
Debe su nombre al Piloto 2° de la Armada de Chile, don Arturo Abarca Arredondo, comandante de la escampavía Porvernir, quien realizó un viaje de reconocimiento y de soberanía a las islas australes en el año 1915.